# 히스태그
히스태그(his tag)는 단백질 정제 방법 중 하나로 His서열이 이미 존재하는 벡터 DNA에 표적 유전자를 삽입하거나 표적 유전자의 5’ 또는 3’에 His서열을 붙이고 벡터에 넣어준다. 발현된 단백질에는 미리 달아둔 His-His-His-.....-His가 존재하게 되고, 이를 인식하는 항체(antibody)를 이용해서 정제할 수 있다.

## 원리
일반적으로 단백질은 표면에 금속 이온을 조절할 수 있는 능력을 어느 정도 가지고 있으며, 친화성의 차이를 이용하여 크로마토그래피로 단백질을 분리하는 것이 가능하다. 이것은 1975년에 발표 된 고정화 금속 이온 친화성 크로마토그래피이다. 단백질을 구성하는 아미노산 중 히스티딘이 금속 이온과의 배위 결합에 강하게 관여한다는 연구 결과가 있다. 따라서 유전자 공학적으로 단백질의 말단에 다수의 히스티딘을 첨가하면 단백질의 금속 이온 친 화성이 현저히 증가하여 쉽게 정제가 가능하다. 히스태그를 갖는 단백질을 pH 8 이상의 조건 하에서 니켈 등의 금속 이온이 고정화 된 운반체에 접촉 시키면, 히스티딘 잔기가 금속 이온을 킬레이트 화하여 운반체에 결합한다.  다른 단백질은 운반체에 결합하지 않거나 아주 약하게 결합하기 때문에 운반체를 적절한 완충액으로 세척하여 제거할 수 있다. 그 후, 운반체로부터 이미다졸 등을 제거함으로써, 히스태그를 갖는 단백질을 고순도로 회수 할 수 있다.

## 장점
히스태그의 장점은 태그가 매우 작으므로 다른 단백질에 결합되어도 단백질의 기능에 큰 영향을 미치지 않을 가능성이 높고 다른 복합 단백질과 함께 사용할 수 있으며 N말단과 C말단 모두 His를 넣어줄 수 있다. 또한 Solution 1ml당 결합하는 단백질의 양이 많으므로 정제 후에 매우 높은 농도로 단백질 농축이 가능하다.

## 단점
히스태그의 단점은 비특이적 결합의 가능성이 있고 EDTA를 넣으면 2가 양이온들이 킬레이팅 되므로 니켈이 떨어져 나갈 수 있다. 또한 DTT(dithiothreitol)를 1mM 이상 버퍼에 넣을 경우 니켈이 환원되어 변색, 침색의 가능성이 있다.

## 추가방법
일반적인 폴리 히스티딘 태그는 6개 히스티딘 잔기로 구성되며, 관심있는 단백질의 서열에서 C- 말단 또는 N- 말단에 첨가된다. 히스태그가 추가되는 자리는 단백질의 특성과 태그를 제거하는 방법에 달려 있다. 서열의 한쪽 끝이 단백질의 기능이나 구조에 중요한 경우에는 반대쪽 끝에 붙이도록 한다. 하지만 태그를 제거할 때 가장 유용한 exopeptidases는 N-말단에서만 히스태그를 제거할 수 있다.

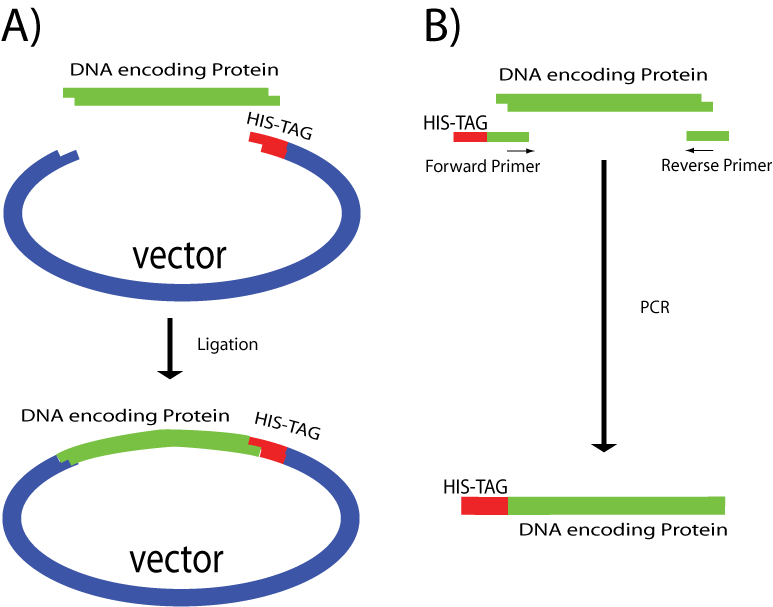
폴리 히스티딘 태그 추가. (A) 히스태그는 C-말단에서 융합 될 수 있는 태그를 갖는 벡터에 목적 단백질을 코딩하는 DNA를 삽입함으로써 첨가된다. (B) 히스태그는 태그가 포함된 프라이머를 사용하여 첨가되며, PCR 반응 후 태그는 유전자의 N-말단에 융합된다.

폴리히스티딘을 추가하는 두 가지 방법이 있다. 가장 간단한 방법은 단백질을 암호화하는 DNA를 히스태그를 인코딩하는 벡터에 삽입하여 자동으로 그 말단 중 하나에 붙이는 것이다. 또 다른 기술은 꼬리표 붙이기 단백질을 코딩하는 DNA의 한쪽 말단에서 몇 개(16 개 이상)의 염기 이외에 개시코돈 또는 종결코돈 바로 옆에 반복 히스티딘 코돈이 있는 프라이머로 PCR을 수행하는 것이다.

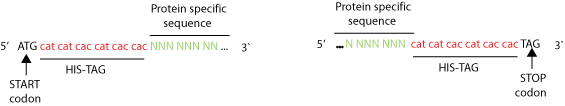